# Eclipse (яхта)
Eclipse («Затмение») — суперъяхта. Спроектирована в дизайнерской фирме Atabeyki Design Development (ADD), дизайн интерьера — Terence Disdale Design Ltd (Лондон). Построена на верфи Blohm + Voss (Гамбург, проект № 978) по заказу российского предпринимателя Романа Абрамовича.
Спущена на воду в Гамбурге 12 июня 2009 года. Передана заказчику после доработки и ходовых испытаний 9 декабря 2010 года.
На момент спуска являлась самым большим частным моторным судном в мире.

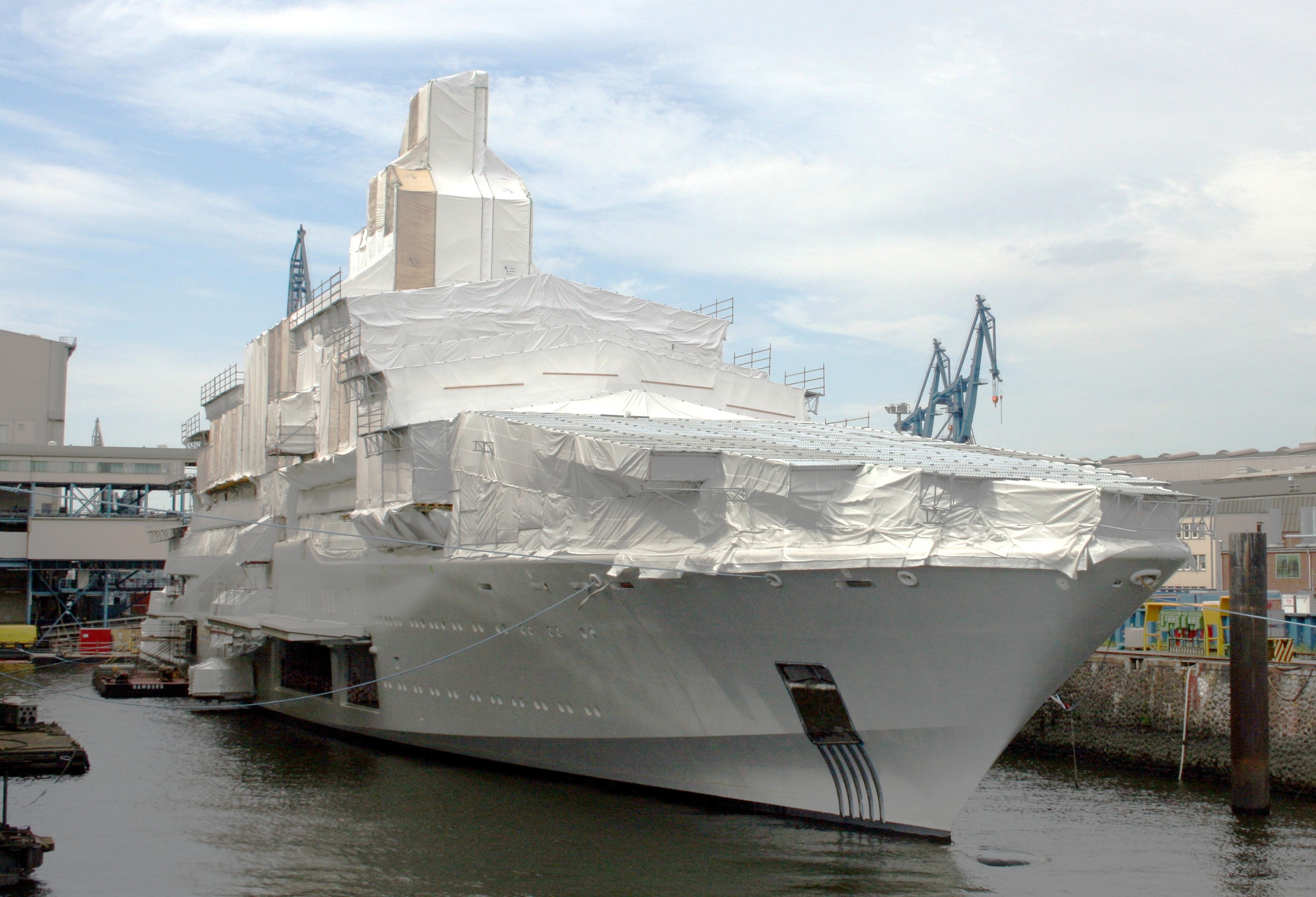
«Eclipse» у причала Blohm+Voss

## Провенанс
В ходе постройки проект носил обозначение Sigma и являлся родственным проекту Platinum, по которому построена яхта Dubai. Владельцем яхты стал российский предприниматель Роман Абрамович.
С 2011 года яхта зарегистрирована как чартерная. По мнению экспертов издания Motor Boat and Yacht, это было сделано для снижения стоимости эксплуатации, налоговой нагрузки (чартерные яхты не облагаются налогом на имущество) и получения льгот при стоянке в европейских маринах.

## Оснащение судна
О внутреннем убранстве и оснащении яхты известно крайне мало. Обычно частные суда такого класса оснащаются несколькими гидроциклами, тендерами, катерами и другим развлекательным оборудованием. Доподлинно известно, что яхта имеет концертный зал, три столовые, кинотеатр, винный погреб, два бассейна, один из которых может быть конвертирован в танцевальную площадку, камины и так далее. Из техники — 2 вертолёта, 4 катера, 20 скутеров, подлодка на 12 мест.

## Стоимость
Эксперты называют минимальную сумму постройки яхты в размере 300 миллионов долларов. Полная стоимость яхты вместе с оснащением, согласно одной из оценок, составляет 1,2 миллиарда долларов.